# بيرلا هاناي-جاردين
بيرلا هاناي-جاردين (بالإنجليزية: Perla Haney-Jardine)‏ ممثلة أمريكية ازدادت يوم 17 يوليو من سنة 1997 في ريو دي جانيرو بالبرازيل.

## السيرة الذاتية
ولدت بيرلا هاناي-جاردين في السابع عشر من يوليو سنة 1993 في ريو دي جانيرو بالبرازيل، والدها هو المخرج شوساي هاناي-جاردين ذي الأصول الفنزويلية، بينما والدتها تدعى جينيفر ماكدونالد وهي منتج ة أفلام. كما لها _بيرلا_ شقيق أصغر يدعى ليكس.
تقطن حاليا في آشفيل في كارولاينا الشمالية.
قبل ذخولها عالم السينما، كانت بيرلا قد شاركت وقامت ببعض الإشهارات لصالح شركات ومنتجات معينة، وفي سنة 2004 لعبت دور بي بي ابنة بيتريكس كيدو وبيل في فيلم كيل بيل للمخرج كوينتن تارانتينو.
وفي سنة 2005، لعبت إلى جانب كل من جينيفر كونلي وجون ك. رايلي في فيلم ماء عادم المقتبس من فيلم ياباني آخر.
سنة 2007، شاركت في السلسلة الشهيرة الرجل العنكبوت في جزئها الثالث للمخرج سام رايمي، ثم شاركت بفضل والدها في فيلم كيف ما كان، الولايات المتحدة الأمريكية (بالإنجليزية: Anywere, USA)‏، ثم جسدت دور ابنة دايان لاين في فيلم لا يمكن تعقبها، كما شاركت أيضا في فيلم صيف إيطالي للمخرج مايكل وينتبوتوم رفقة كل من كولين فيرث وكاثرين كينر.

## قائمة أعمالها
| السنة | عنوان الفيلم                           | العنوان الأصلي | المخرج             | الدور                             |
| ----- | -------------------------------------- | -------------- | ------------------ | --------------------------------- |
| 2004  | كيل بيل                                | Kill Bill      | كوينتن تارانتينو   | بي بي كيدو                        |
| 2005  | ماء عادم                               | Dark water     | والتر سالس         | ناتاشا (داهيا ويليامز وهي شابة)   |
| 2007  | الرجل العنكبوت 3                       | Spider-Man 3   | سام رايمي          | بيني ماركو                        |
| 2008  | كيف ما كان، الولايات المتحدة الأمريكية | Anywer, USA    | شوساي هاناي-جاردين | بيرل                              |
| 2008  | لا يمكن تعقبها                         | Intraceable    | جرجوري هوبليت      | آني هاسكينس                       |
| 2008  | صيف إيطالي                             | Genova         | مايكل وينتربوتوم   | ماري                              |
| 2016  | ستيف جوبز                              | Steve Jobs     | داني بويل          | ليزا برينان جوبز (ابنة ستيف جوبز) |

## جوائز
- 2005: جائزة زحل عن دورها في فيلم كيل بيل كأفضل ممثلة شابة.[5]

## روابط خارجية
- بيرلا هاناي-جاردين على موقع IMDb (الإنجليزية)
- بيرلا هاناي-جاردين على موقع روتن توميتوز (الإنجليزية)
- بيرلا هاناي-جاردين على موقع ألو سيني (الفرنسية)
- بيرلا هاناي-جاردين على موقع ميوزك برينز (الإنجليزية)
- بيرلا هاناي-جاردين على موقع أول موفي (الإنجليزية)
- بيرلا هاناي-جاردين على موقع قاعدة بيانات الأفلام السويدية (السويدية)
- بيرلا هاناي-جاردين على موقع قاعدة بيانات الفيلم (الإنجليزية)
- بيرلا هاناي-جاردين على موقع كينوبويسك (الروسية)